# Cox Glacier
Cox Glacier är en glaciär i Antarktis. Den ligger i Västantarktis. Inget land gör anspråk på området. Cox Glacier ligger 31 meter över havet.
Terrängen runt Cox Glacier är huvudsakligen platt, men norrut är den kuperad. Trakten är obefolkad. Det finns inga samhällen i närheten.